# Schaakvereniging Het Kasteel (Wijchen)
Schaakvereniging Het Kasteel is een schaakvereniging uit Wijchen in de Nederlandse provincie Gelderland.

## Geschiedenis
De eerste vergadering van de vereniging werd gehouden op 18 maart 1939 in de Franciscusschool te Wijchen. De vereniging werd opgericht door Emiel Luijten, Jos Poort en Jo van Tienoven en pater Probus van der Griendt van het franciscanenklooster te Alverna. De vereniging werd opgericht als Het Kasteel van Wijchen.
Het Kasteel uit Wijchen werd in 2011 kampioen van de OSBO en mocht derhalve in seizoen 2011-2012 uitkomen in de KNSB-competitie. In deze competitie wist Het Kasteel zich in seizoen 2011-2012 te handhaven.